# Mount Kisco
Mount Kisco ist eine Stadt in Westchester County, New York. Sie hat eine Fläche von 8,1 km². 2020 lebten dort 10.959 Einwohner.

## Geschichte
Die erste Erwähnung war um 1700. Der Name beruht auf einem Wort des dort ansässigen Indianerstammes Munsee, asiiskuw bedeutet Schlamm auf Deutsch. Der Ortsname wurde in den 1850er Jahren erstmals durch einen lokalen Postangestellten erwähnt.
Das Rathaus von Mount Kisco, die St. Mark’s Cemetery, United Methodist Church and Parsonage sowie Merestead, ein Wohnhaus, wird im National Register of Historic Places der Vereinigten Staaten geführt.

## Persönlichkeiten
Folgende Personen wurden in Mount Kisco geboren oder lebten dort:

### Söhne und Töchter der Stadt
- Ann Blyth (* 1928), Schauspielerin und Sängerin
- Gavin MacLeod (1931–2021), Schauspieler
- Thomas Briccetti (1936–1999), Komponist, Pianist und Dirigent
- Michael Eisner (* 1942), Ex-CEO der Walt Disney Company
- James Francis McCarthy (* 1942), römisch-katholischer Bischof
- Bruce H. Lipton (* 1944), Entwicklungsbiologe und Stammzellforscher
- Caitlyn Jenner (* 1949), Sport- und TV-Persönlichkeit
- Arthur Ochs Sulzberger Jr. (* 1951), Journalist
- Laura Branigan (1952–2004), Musikerin
- Doane Perry (* 1954), Musiker
- Kimiko Hahn (* 1955), Dichterin
- Laurie Parsons (* 1959), Künstlerin des Minimalismus
- John Schneider (* 1960), Schauspieler
- Rick Carey (* 1963), Schwimmer
- Andreas Münzner (* 1967), Schweizer Schriftsteller und Übersetzer
- Dar Williams (* 1967), Musikerin
- Elizabeth Otto (* 1970), Kunsthistorikerin, Universitätsprofessorin und Sachbuchautorin
- Andy Daly (* 1971), Schauspieler und Comedian
- Samantha Hunt (* 1971), Schriftstellerin
- Matthew Del Negro (* 1972), Schauspieler
- Scott Arpajian (* 1973), Technologie-Manager, Unternehmer und Autor
- Ken Silverman (* 1975), Computerspieleprogrammierer
- Adam Green (* 1981), Musiker
- Taj Finger (* 1986), Basketballspieler
- Olivia Giaccio (* 2000), Freestyle-Skierin

### Persönlichkeiten mit Bezug zur Stadt
- Eugene Meyer (1875–1959), Unternehmer
- Agnes E. Meyer (1887–1970), Journalistin und  Philanthropin
- Bernt Balchen (1899–1973), norwegisch-amerikanischer Polarforscher und Luftfahrtpionier
- Chaim Michael Dov Weissmandl (1903–1957), Rabbi
- Alexander Gode (1906–1970), Linguist und Übersetzer
- Samuel Barber (1910–1981), Komponist
- Michael Levin (1932–2023), Schauspieler
- John Deyle (1954–2023), Schauspieler
- Rob Thomas (* 1972), Musiker